# Kowary
Pour l’article homonyme, voir Kowary (Petite-Pologne).
Kowary est une ville de la voïvodie de Basse-Silésie, en Pologne. Sa population s'élevait à 11 408 habitants en 2014.

## Géographie
Kowary se trouve  aux pieds des monts des Géants, à 16 km au sud-est de Jelenia Góra, à 92 km au sud-ouest de Wrocław et à 393 km au sud-ouest de Varsovie.

## Histoire
Jusqu'en 1945, la ville était allemande sous le nom de Schmiedeberg.

## Jumelages
- Frederikssund (Danemark)
- Kamien Pomorski (Pologne)
- Schönau-Berzdorf (Allemagne)

## Climat
|                                  | Jan | Fév | Mar | Avr | Mai | Juin | Juil | Aoû | Sep | Oct | Nov | Déc | Année     |
| -------------------------------- | --- | --- | --- | --- | --- | ---- | ---- | --- | --- | --- | --- | --- | --------- |
| Moyenne haute température [°C]   | -6  | -5  | -3  | 1   | 5   | 9    | 10   | 10  | 8   | 4   | --  | -3  | 2         |
| Moyenne à basse température [°C] | -10 | -10 | -7  | -3  | --  | 4    | 6    | 6   | 3   | --  | -3  | -7  | -1        |
| Précipitations moyennes [mm]     | 10  | 9   | 8   | 9   | 11  | 11   | 15   | 8   | 7   | 6   | 8   | 9   | Total 117 |